# Паула Іверсен
Паула Іверсен (нар. 17 лютого 1970) — колишня зімбабвійська тенісистка.
Здобула 3 парні титули туру ITF.
Завершила кар'єру 1997 року.

## Фінали ITF (3–1)

### Парний розряд (3–1)
| Легенда                 |
| ----------------------- |
| Турніри $100,000        |
| $75,000/Турніри $80,000 |
| Турніри $50,000/$60,000 |
| Турніри $25,000         |
| Турніри $15,000         |
| $10,000/Турніри $15,000 |

| Результат | Ранг | Дата            | Турнір                            | Покриття | Партнерка          | Суперниці                 | Рахунок       |
| --------- | ---- | --------------- | --------------------------------- | -------- | ------------------ | ------------------------- | ------------- |
| Перемога  | 1.   | 22 березня 1993 | Хараре, Зімбабве                  | Тверде   | Клер Сешшинс Бейлі | Мішель Андерсон Кім Грант | 6–1, 6–3      |
| Перемога  | 2.   | 12 квітня 1993  | Габороне, Ботсвана                | Тверде   | Клер Сешшинс Бейлі | Еріка Адамс Келлі Сторі   | 5–7, 6–1, 7–5 |
| Перемога  | 3.   | 26 квітня 1993  | Лі-он-зе-Солент, Велика Британія  | Тверде   | Мішел Мейр         | Колетт Голл Валда Лейк    | 6–2, 6–4      |
| Поразка   | 4.   | 18 липня 1994   | Телфорд (Англія), Велика Британія | Тверде   | Елізма Нортьє      | Елісон Сміт Sara Tse      | 6–4, 4–6, 4–6 |